# Eustacomyia hirta
Eustacomyia hirta är en tvåvingeart som beskrevs av Malloch 1930. Eustacomyia hirta ingår i släktet Eustacomyia och familjen parasitflugor. Inga underarter finns listade i Catalogue of Life.